# Saint-Malo-de-Guersac
Saint-Malo-de-Guersac é uma comuna francesa na região administrativa do País do Loire, no departamento de Loire-Atlantique. Estende-se por uma área de 14.62 km². Em 2010 a comuna tinha 3 235 habitantes (densidade: 221,3 hab./km²).